# Campeonato Europeo de Halterofilia Junior & sub-23 de 2016
El Campeonato Europeo de Halterofilia Junior & sub-23 de 2016 fue una nueva edición del Campeonato Europeo de Halterofilia Junior & sub-23, que se disputó en la ciudad israelí de Eilat del 2 de diciembre al 10 de diciembre de ese año.

## Medallas (juniors)[1]

### Hombres
| Evento   |             | Oro                | Oro    | Plata             | Plata  | Bronce              | Bronce |
| – 56 kg  | Arrancada   | Kanan Khalilov     | 110 kg | Isa Gungor        | 106 kg | Dmytro Voronovskyi  | 105 kg |
| – 56 kg  | Dos tiempos | Dmytro Voronovskyi | 128 kg | Leon Schedler     | 126 kg | Giorgi Dokvadze     | 124 kg |
| – 56 kg  | Total       | Dmytro Voronovskyi | 233 kg | Isa Gungor        | 229 kg | Kanan Khalilov      | 228 kg |
| – 62 kg  | Arrancada   | Stilyan Grozdev    | 126 kg | Ferdi Hardal      | 126 kg | Goderdzi Berdelidze | 121 kg |
| – 62 kg  | Dos tiempos | Stilyan Grozdev    | 152 kg | Dian Pampordzhiev | 150 kg | Jon Luke Mau        | 148 kg |
| – 62 kg  | Total       | Stilyan Grozdev    | 278 kg | Ferdi Hardal      | 273 kg | Goderdzi Berdelidze | 263 kg |
| – 69 kg  | Arrancada   | Mirko Zanni        | 142 kg | Celil Erdogdu     | 141 kg | Ahmet Okyay         | 139 kg |
| – 69 kg  | Dos tiempos | Goga Chkheidze     | 170 kg | Celil Erdogdu     | 169 kg | Mirko Zanni         | 167 kg |
| – 69 kg  | Total       | Celil Erdogdu      | 310 kg | Mirko Zanni       | 309 kg | Goga Chkheidze      | 304 kg |
| – 77 kg  | Arrancada   | Doru Stoian        | 150 kg | Ritvars Suharevs  | 149 kg | Davit Hovhannisyan  | 149 kg |
| – 77 kg  | Dos tiempos | Davit Hovhannisyan | 177 kg | Ritvars Suharevs  | 176 kg | Doru Stoian         | 175 kg |
| – 77 kg  | Total       | Davit Hovhannisyan | 326 kg | Ritvars Suharevs  | 325 kg | Doru Stoian         | 325 kg |
| – 85 kg  | Snatch      | Kyryl Pyrohov      | 158 kg | Revaz Davitadze   | 157 kg | Antonino Pizzolato  | 157 kg |
| – 85 kg  | Dos tiempos | Hakob Mkrtchyan    | 190 kg | Igor Obukhov      | 185 kg | Antonino Pizzolato  | 185 kg |
| – 85 kg  | Total       | Antonino Pizzolato | 342 kg | Revaz Davitadze   | 340 kg | Kyryl Pyrohov       | 337 kg |
| – 94 kg  | Arrancada   | Volodymyr Hoza     | 172 kg | Eduard Chuikov    | 158 kg | Bartlomiej Barth    | 154 kg |
| – 94 kg  | Dos tiempos | Volodymyr Hoza     | 197 kg | Samvel Gasparyan  | 196 kg | Eduard Chuikov      | 195 kg |
| – 94 kg  | Total       | Volodymyr Hoza     | 369 kg | Eduard Chuikov    | 353 kg | Samvel Gasparyan    | 346 kg |
| – 105 kg | Arrancada   | Marcos Ruíz        | 175 kg | Dato Khetsuriani  | 171 kg | Nikita Solovev      | 170 kg |
| – 105 kg | Dos tiempos | Marcos Ruíz        | 206 kg | Dato Khetsuriani  | 206 kg | Giorgi Chkheidze    | 203 kg |
| – 105 kg | Total       | Marcos Ruíz        | 381 kg | Dato Khetsuriani  | 377 kg | Giorgi Chkheidze    | 372 kg |
| + 105 kg | Arrancada   | Simon Martirosyan  | 180 kg | Tamaš Kajdoči     | 173 kg | Maksym Kobets       | 171 kg |
| + 105 kg | Dos tiempos | Tamaš Kajdoči      | 225 kg | Simon Martirosyan | 220 kg | Illia Lebedzeu      | 206 kg |
| + 105 kg | Total       | Simon Martirosyan  | 400 kg | Tamaš Kajdoči     | 398 kg | Illia Lebedzeu      | 377 kg |

### Mujeres
| Evento  |             | Oro                    | Oro    | Plata                  | Plata  | Bronce                    | Bronce |
| – 48 kg | Arrancada   | Monica-Suneta Csengeri | 78 kg  | Iana Mokhina           | 71 kg  | Nadezhda Nguen            | 70 kg  |
| – 48 kg | Dos tiempos | Iana Mokhina           | 90 kg  | Monica-Suneta Csengeri | 90 kg  | Gamze Karakol             | 88 kg  |
| – 48 kg | Total       | Monica-Suneta Csengeri | 168 kg | Iana Mokhina           | 161 kg | Gamze Karakol             | 154 kg |
| – 53 kg | Arrancada   | Kristina Novitskaia    | 82 kg  | Krystsina Makutsevich  | 76 kg  | Kamila Konotop            | 74 kg  |
| – 53 kg | Dos tiempos | Kristina Novitskaia    | 105 kg | Rebekka Jacobsen       | 94 kg  | Kamila Konotop            | 92 kg  |
| – 53 kg | Total       | Kristina Novitskaia    | 187 kg | Krystsina Makutsevich  | 168 kg | Kamila Konotop            | 166 kg |
| – 58 kg | Arrancada   | Rebeka Koha            | 94 kg  | Mădălina Molie         | 90 kg  | Alba Sánchez              | 88 kg  |
| – 58 kg | Dos tiempos | Alba Sánchez           | 111 kg | Rebeka Koha            | 110 kg | Mădălina Molie            | 108 kg |
| – 58 kg | Total       | Rebeka Koha            | 204 kg | Alba Sánchez           | 199 kg | Mădălina Molie            | 198 kg |
| – 63 kg | Arrancada   | Florina Hulpan         | 92 kg  | Anastasiia Petrova     | 86 kg  | Aliaksandra Tsiatsiorkina | 86 kg  |
| – 63 kg | Dos tiempos | Florina Hulpan         | 114 kg | Berfin Altun           | 109 kg | Anastasiia Petrova        | 105 kg |
| – 63 kg | Total       | Florina Hulpan         | 206 kg | Berfin Altun           | 192 kg | Anastasiia Petrova        | 191 kg |
| – 69 kg | Arrancada   | Hanna Panova           | 98 kg  | Ecaterina Tretiacova   | 97 kg  | Alona Shevkoplias         | 94 kg  |
| – 69 kg | Dos tiempos | Hanna Panova           | 119 kg | Ecaterina Tretiacova   | 115 kg | Zeynep Atakan             | 113 kg |
| – 69 kg | Total       | Hanna Panova           | 217 kg | Ecaterina Tretiacova   | 212 kg | Alona Shevkoplias         | 202 kg |
| – 75 kg | Arrancada   | Iryna Dekha            | 119 kg | Tabea Tabel            | 97 kg  | Sona Poghosyan            | 96 kg  |
| – 75 kg | Dos tiempos | Iryna Dekha            | 141 kg | Sona Poghosyan         | 122 kg | Tabea Tabel               | 121 kg |
| – 75 kg | Total       | Iryna Dekha            | 260 kg | Sona Poghosyan         | 218 kg | Tabea Tabel               | 218 kg |
| + 75 kg | Arrancada   | Anastasiia Hotfrid     | 118 kg | Valentyna Kisil        | 110 kg | Mercy Brown               | 101 kg |
| + 75 kg | Dos tiempos | Anastasiia Hotfrid     | 133 kg | Mercy Brown            | 132 kg | Valentyna Kisil           | 128 kg |
| + 75 kg | Total       | Anastasiia Hotfrid     | 251 kg | Valentyna Kisil        | 238 kg | Mercy Brown               | 233 kg |